# Liste der Monuments historiques in Saint-Euphraise-et-Clairizet
Die Liste der Monuments historiques in Saint-Euphraise-et-Clairizet führt die Monuments historiques in der französischen Gemeinde Saint-Euphraise-et-Clairizet auf.

## Liste der Objekte
| Bezeichnung                                     | Beschreibung                                                               | Standort                          | Kennzeichnung | Schutzstatus    | Datum  | Bild |
| ----------------------------------------------- | -------------------------------------------------------------------------- | --------------------------------- | ------------- | --------------- | ------ | ---- |
| Grabsteine der Familie Coquebert de Montfort    | Stein, 17. und 18. Jahrhundert; während des Ersten Weltkriegs zerstört     | in der Kirche St-Sylvestre (Lage) | PM51001593    | Classé gelöscht | ? 1960 |      |
| Kruzifix                                        | Holz, farbig gefasst, 18. Jahrhundert                                      | in der Kirche St-Sylvestre (Lage) | PM51001949    | Inscrit         | 1980   |      |
| Weihwasserbecken                                | Kupfer, 16. Jahrhundert; vermutlich während des Ersten Weltkriegs zerstört | in der Kirche St-Sylvestre (Lage) | PM51001594    | Classé gelöscht | ? 1942 |      |
| Skulpturengruppe Heiliger Josef mit Jesusknaben | Holz, farbig gefasst und vergoldet, 17. oder 18. Jahrhundert               | in der Kirche St-Sylvestre (Lage) | PM51001948    | Inscrit         | 1980   |      |